# Gerard al III-lea de Geldern
Gerard al III-lea (uneori este numerotat ca Gerard al IV-lea sau chiar al V-lea) (n. 1185 – d. 22 octombrie 1229) a fost conte de Geldern și de Zutphen de la 1207 până la moarte.

## Viața
Gerard era fiul contelui Otto I de Geldern cu Richarda de Bavaria. El a fost căsătorit din 1206 cu Margareta de Brabant, fiică a ducelui Henric I de Brabant.
Gerard a fost un cavaler influent la curtea împăratului Frederic al II-lea de Hohenstaufen, însă a căzut ulterior din grațiile acestuia, iar împăratul a distrus Roermond în 1213, după un conflict între cei doi. Gerard a purtat lupte și cu episcopul de Utrecht, Otto al II-lea de Lippe pentru posesiunea asupra Salland, însă i-a acordat sprijin episcopului în bătălia de la Ane din 1227, fiind rănit și luat prizonier de către Rudolf al II-lea de Coevorden. Cronica lui Johannes de Beke apreciază că Gerard ar fi fost chiar ucis în luptă., în vreme ce o altă sursă consideră că Gerard ar fi fost ucis mai târziu, în bătălia de la Zutphen din 1229.

## Familia
Căsătorit cu Margareta de Brabant (n. 1192-d. 1231), fiica ducelui Henric I de Brabant cu Matilda de Flandra. Cei doi au avut patru copii:
- Otto, succesor în Geldern; căsătorit mai întâi cu Margareta de Cleves, fiică a contelui Teodoric al IV-lea de Cleves cu Matilda de Dinslaken; căsătorit a doua oară cu Filipa de Dammartin, fiică a lui Simon de Dammartin, conte de Aumâle cu contesa Maria de Ponthieu.
- Henric, episcop de Louvain sau de Liege
- Margareta
- Richarda, căsătorită cu contele Wilhelm al IV-lea de Jülich.